# Saraikela (ciutat)
Saraikela (Saraikala, Seraikella i altres variants) és una ciutat i municipalitat de Jharkhand, capital del districte de Saraikela Kharsawan. Anteriorment fou part del districte de Pashchimi Singhbhum. Està situada a 22° 43′ N, 85° 57′ E / 22.72°N,85.95°E i consta al cens de 2001 amb una població de 12.260 habitants que eren 3.711 habitants el 1901, un segle abans. Fou la capital del principat de Saraikela.